# Husumer
Le husumer est une race porcine d'Allemagne. Le nom entier est Husumer Protestschwein.

## Origine
Après la guerre des Duchés, le Schleswig-Holstein est annexé à la Prusse en 1864, et les Danois ont interdiction d'afficher les couleurs de leur drapeau, rouge et blanc. L'idée d'élever un cochon rouge et blanc se fait jour et cette population porcine est même nommée protestschwein, cochon de protestation, et husumer car élevée autour de la ville de Husum. Il serait issu des populations locales holstein et jutland, métissées de la race anglaise tamworth. Ultérieurement, la race Angler Sattelschwein a été utilisée. La race est officialisée en 1954. Cette race est aujourd'hui considérée en Allemagne comme une race en danger d'extinction.

## Morphologie

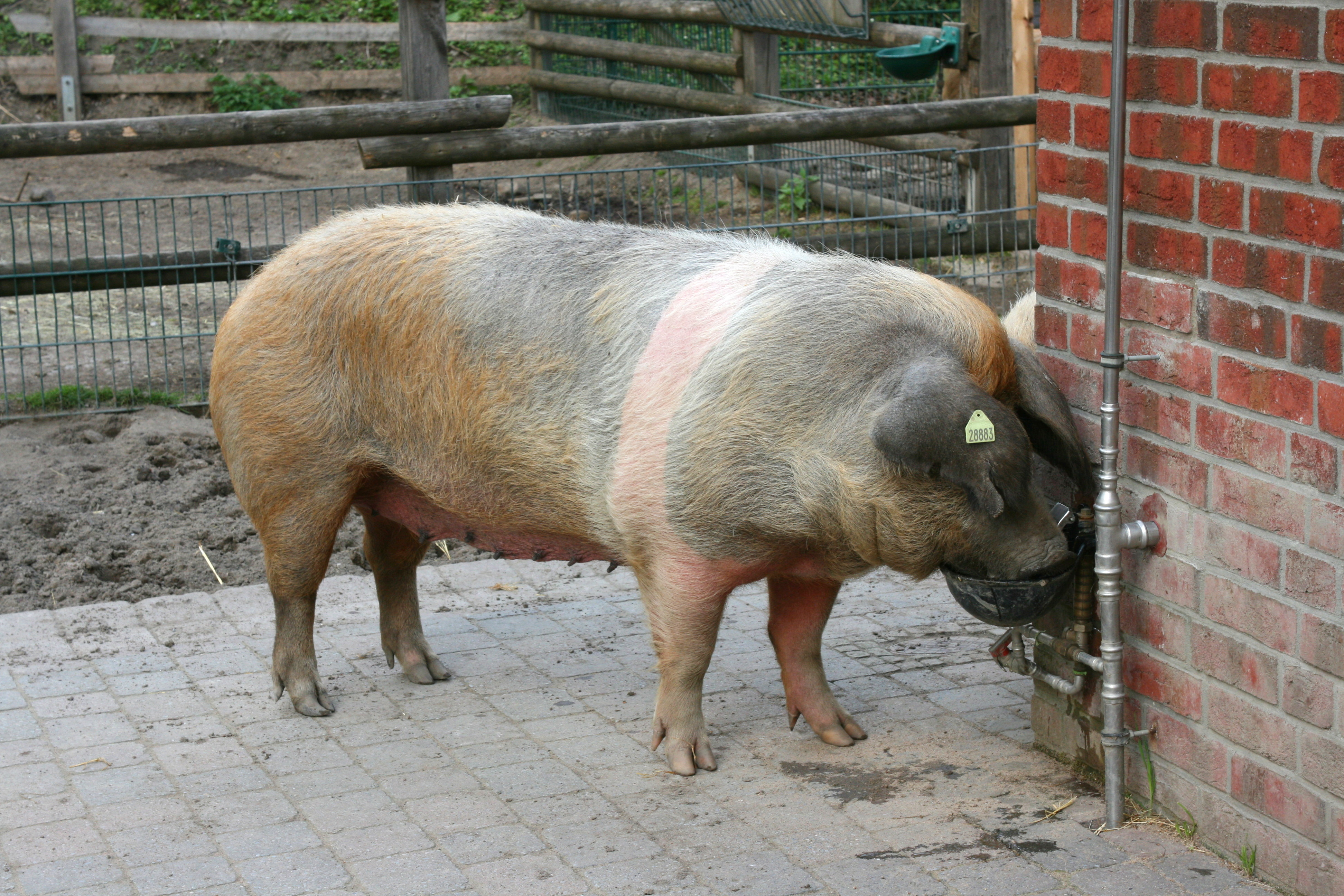
Truie husumer.